# Aphanogmus thomasinianae
Aphanogmus thomasinianae är en stekelart som beskrevs av Alekseev och Dolgin 1984. Aphanogmus thomasinianae ingår i släktet Aphanogmus och familjen pysslingsteklar. Inga underarter finns listade i Catalogue of Life.